# Dasygaster eugrapha
Dasygaster eugrapha là một loài bướm đêm trong họ Noctuidae.